# VOC-loge in Vengurla

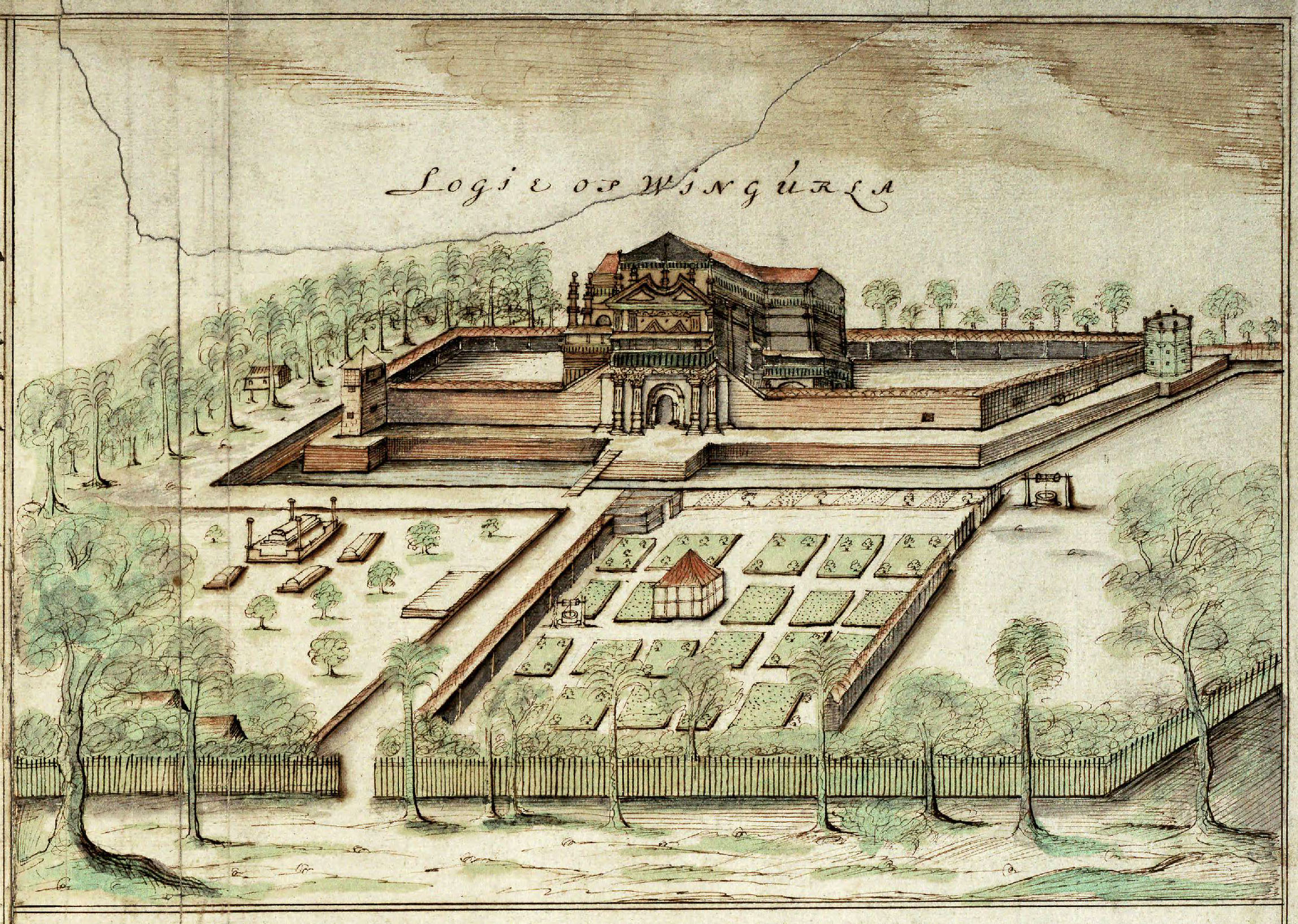
De loge in Vengurla ca. 1678.

De VOC-loge in Vengurla werd in 1637 gesticht aan de westkust van India in het sultanaat Bijapur. De loge bevond zich ongeveer 60 kilometer ten noorden van het Portugese hoofdkwartier Goa. Het gebouw werd lange tijd geroemd als het mooiste van de VOC in Azië, maar is tegenwoordig een ruïne.

## Vengurla

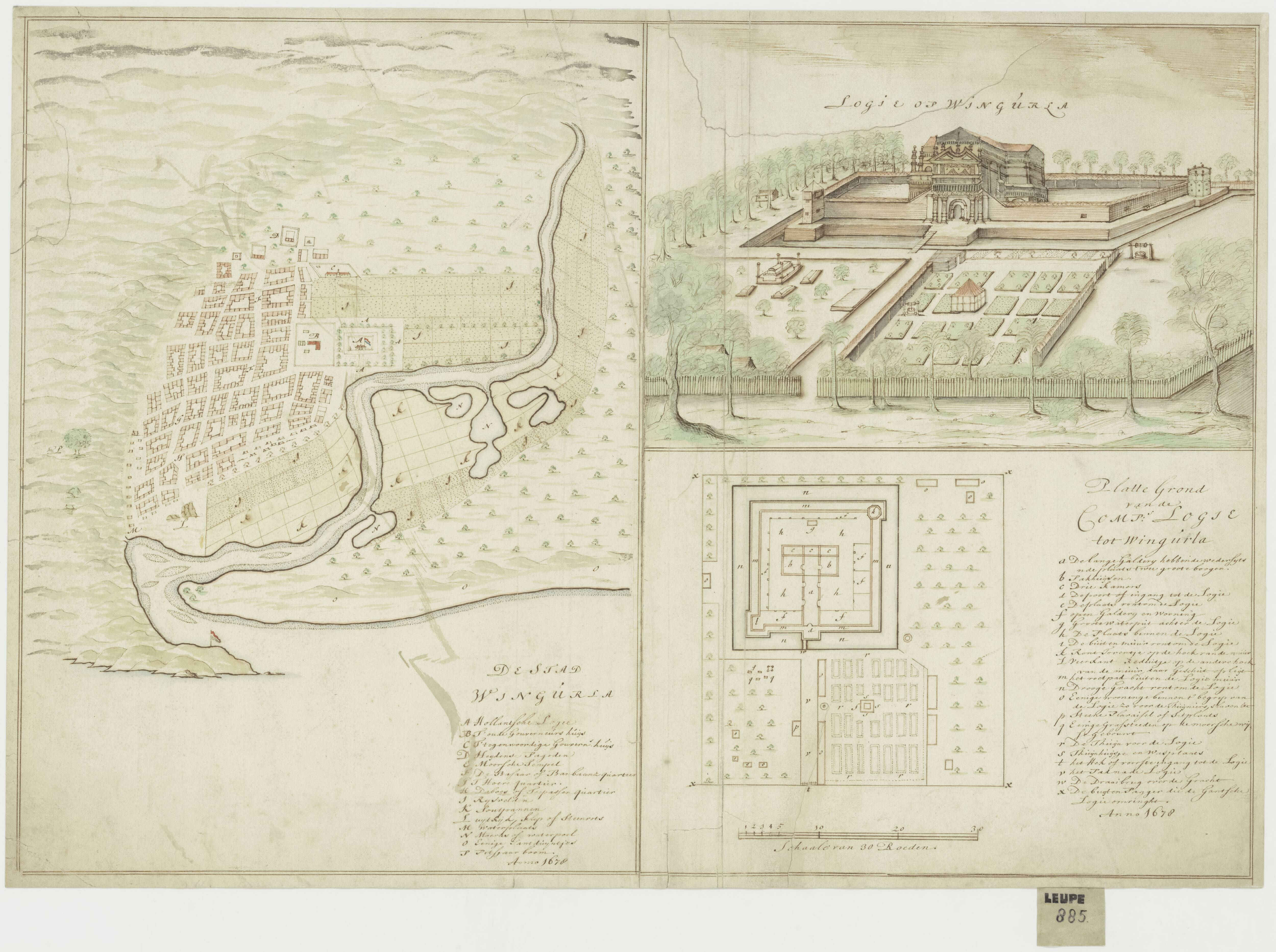
De locatie en plattegrond van de loge.

De loge in Vengurla, door de VOC Wingurla genoemd, hield zich niet alleen bezig met handel (import van specerijen en export van textiel en peper), maar was vooral politiek-strategisch van belang. De VOC-vloten die vanaf 1636 ieder jaar van september tot mei de haven van Goa blokkeerden konden van hieruit worden ververst en ondersteund. Ook konden de gedragingen van de krijgsmacht en de vloten van de Portugezen van nabij gevolgd worden. Er werd daarbij gebruik gemaakt van spionnen en overlopers, terwijl de Portugezen antwoordden met contraspionage door hen verkeerde informatie toe te spelen.
De aanwezigheid in Bijapur (Visiapoer) moest voldoende uitstraling hebben, dus werd er een mooi gebouw neergezet, dat in de jaren daarna nog verder verfraait werd. Volgens de in 1726 schrijvende François Valentijn was de loge van alle VOC-gebouwen ‘het schoonste dat in Indië te vinden is’. Hendrik van Reede tot Drakestein had het in 1677 over 'een heerlijck en cierelijke logie..., rontom met een muer en gracht beslooten'. De onbekende architect heeft zich laten inspireren door diverse bouwstijlen in zijn tijd. De opbouw en structuur van de gevel was overgenomen van Kasteel Batavia.

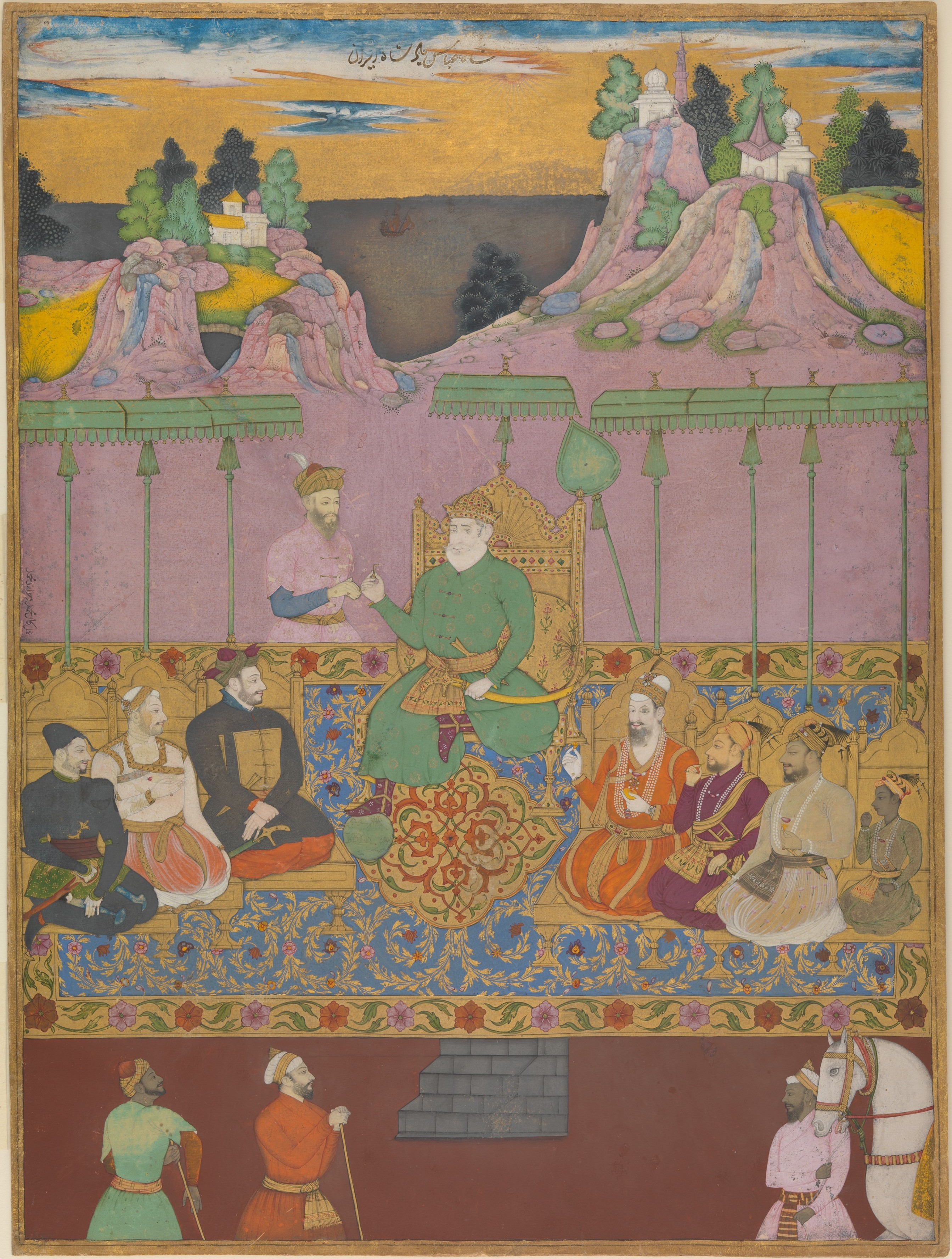
De sultans van Bijapur.

De vestiging in Vengurla was een gevolg van een contract voor tolvrije handel dat door de VOC-gezant Johan van Twist gesloten was met de sultan van Bijapur Mohammed Adil Shah, in ruil voor militaire samenwerking tegen de Portugezen. De VOC zou Goa vanaf zee aanvallen en het leger van de sultan van over land. De loge opereerde onafhankelijk van de vestigingen in Suratte en Agra en viel tot 1673 rechtstreeks onder de gouverneur-generaal en de Raad van Indië in Batavia. Na de verovering van de Malabarkust door Rijcklof van Goens in 1663 en de daarop volgende vrede met Portugal werd het politieke belang van Vengurla langzaam minder. Hoewel de factorij altijd winstgevend was geweest namen vanaf het einde van de 17e eeuw ook de handelsactiviteiten af vanwege oorlog. In 1657 werd Bijapur aangevallen door Sjah Jahans zoon Aurangzeb. Daarna werd het geteisterd door de Maratha's. In Batavia schreef men: 'Op Wingurla schynen d'onse bekommert te syn, dat den grooten roover, Surasi (Shivaji), dat land soude comen bespringen'. In 1686 werd het veroverd door Aurangzeb, die inmiddels zelf keizer was geworden, en de strijd daarna voortzette tegen de Maratha’s.
De oorlogen waren rampzalig voor de economie en de welvaart in de regio. In mei 1693 werd de loge zelf overvallen en geplunderd door de ‘mogelsen veltheer Serbatchan’ en zijn luitenant 'Pierchan' met 150 ruiters en 1000 soldaten. De resident Jacob Trogh en zijn medewerkers werden ‘met beijde beenen in de eijsers’ gezet en moesten later een gedwongen mars maken naar een legerkamp. De medewerkers werden spoedig weer vrijgelaten maar Trogh kwam pas in juli 1694 terug in Cochin. Serbatchan plunderde vanuit de loge ook het omringende land, en werd toen op zijn beurt verjaagd door een generaal van de Marathaleider Rajaram Bhonsle. Trogh schreef een rapport aan de commandeur van Malabar Adriaan van Ommen over 'het overrompelen dier Logie, geweldenarijen, schaede, en hoon, bij den mogolsen veltheer Serbatchan begaen'. De Maratha's vroegen begin 18e eeuw het VOC-hoofdkwartier in Cochin meerdere malen om met koopwaar naar Vengurla terug te komen, maar daar was weinig animo voor. Of, en zo ja wanneer, de loge in de 18e eeuw door de VOC weer in gebruik is genomen is niet helemaal duidelijk.

## De loge in de 17e eeuw

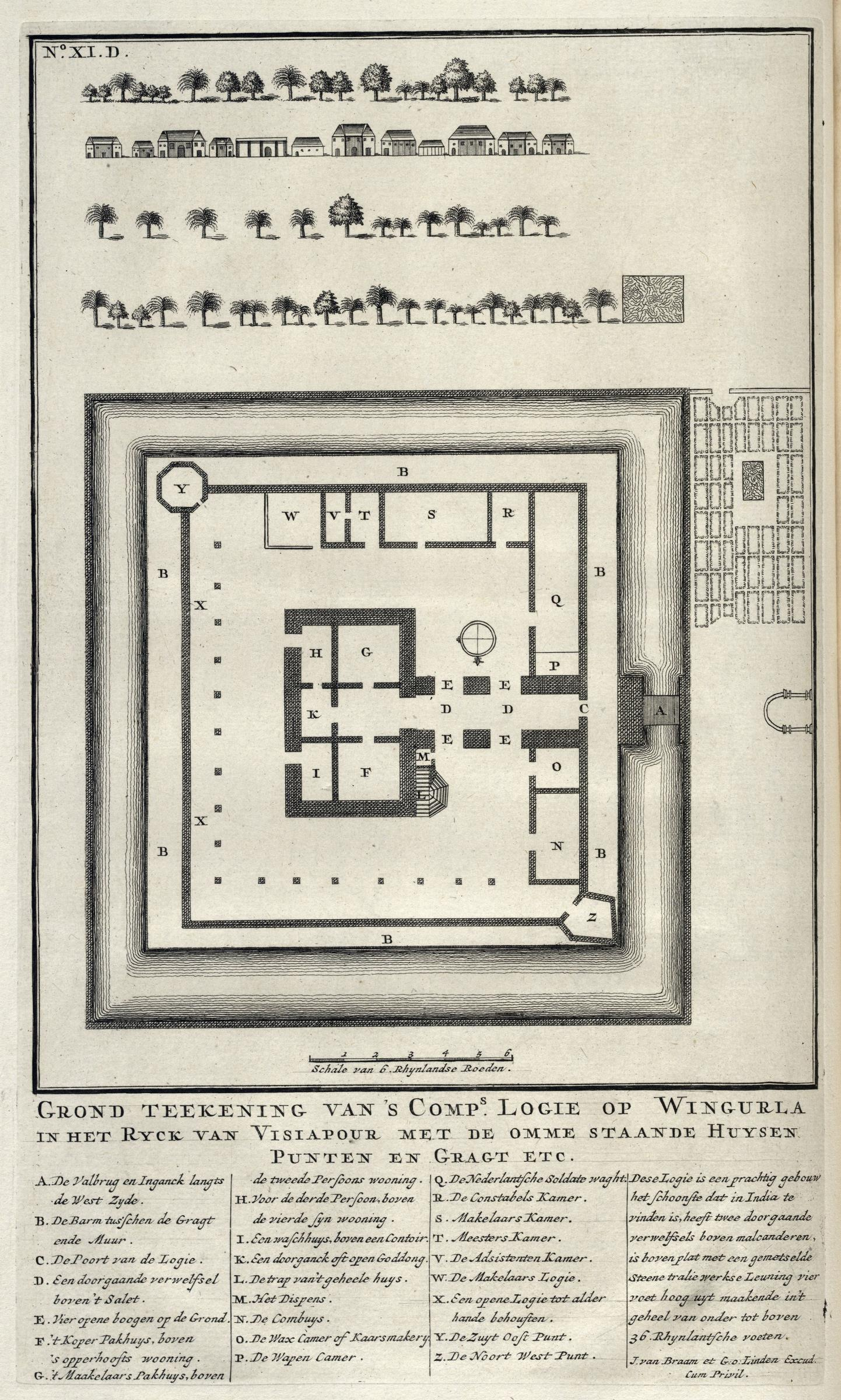
Plattegrond met gebruiksruimtes in François Valentijns boek van 1726.

De loge werd gebouwd aan de rivieroever op eigen grond tussen de rijstvelden ten zuiden van de stad, en was in eerste instantie omgeven door een aarden wal en een droge gracht. Daarbuiten was de compagniestuin, een waterput, een tuinhuis en enkele woningen, alles omgeven door een houten palissade. Het hoofdgebouw had een begane grond met een pakhuisfunctie, een woonverdieping met een rondom lopend overdekt balkon, en een zolder. De muren waren gemaakt van bepleisterde lateriet, een lokale, vrij zachte steensoort. Het fraaie interieur had kruisgewelven met gestucte cassettes. De rijk versierde voorgevel en een poortgebouw waren gericht op het westen, waar men uitkeek over de rivier, met aan de overkant een veld met zoutpannen en enkele kilometers verderop de zee. In 1642 had de loge zes kanonnen en een bezetting van 30 man.

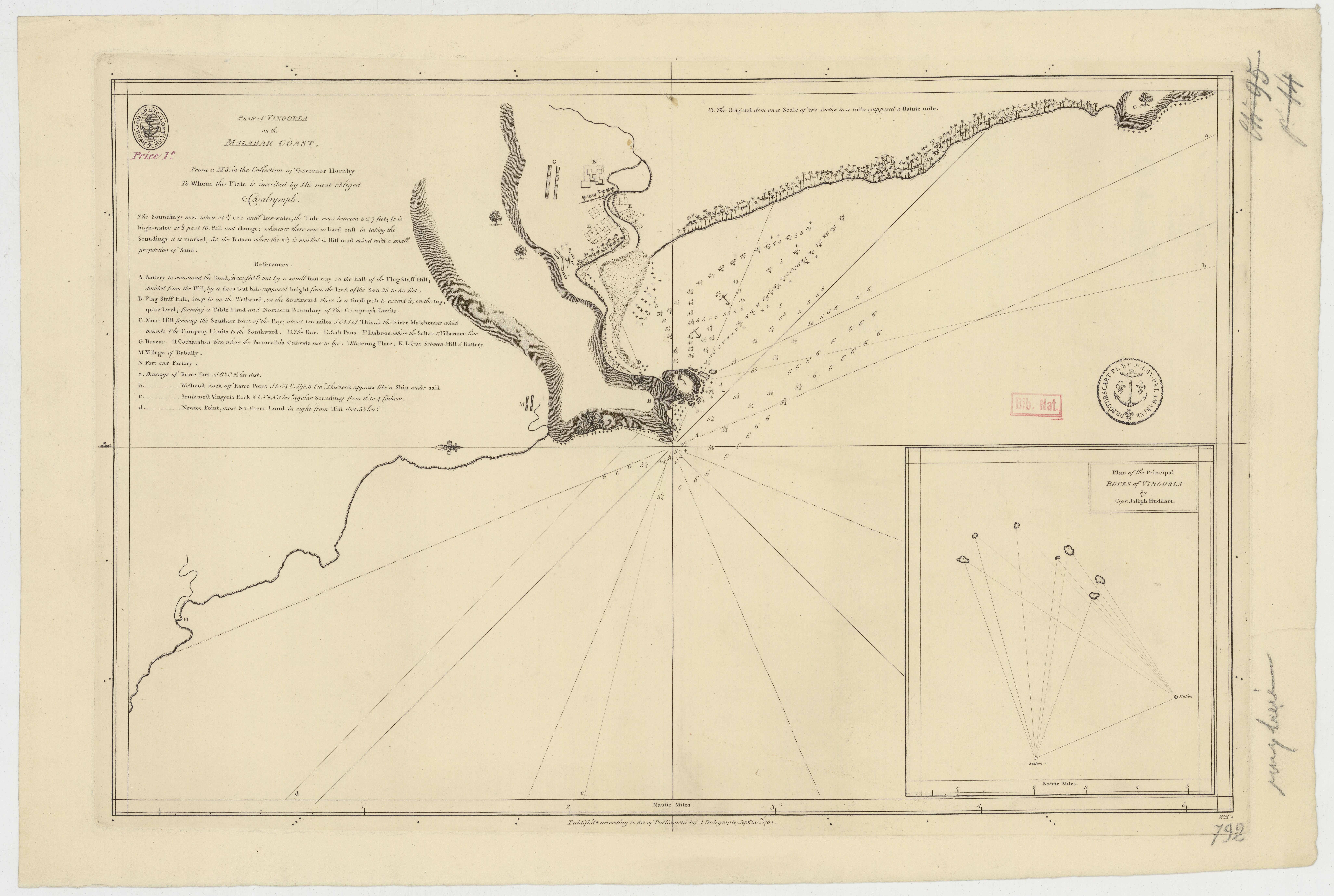
Vengurla aan de Malabarkust. Britse kaart.

In 1643 verzocht de resident Cornelis van Zaanen om de aarden wal te mogen vervangen door een stenen muur. Die werd gebouwd, maar wanneer precies is niet bekend. De muur had twee hoekpunten. Het zuidoostelijke werd gebruikt als belvédère. Het noordwestelijke was een kleine redoute ('vierkant reduitje') met geschut. De verdediging werd nodig geacht vanwege de oorlog met de Portugezen. Die oefenden ook voortdurend druk uit op de sultan van Bijapur om de VOC uit Vengurla weg te sturen, maar hij ging daar niet op in.

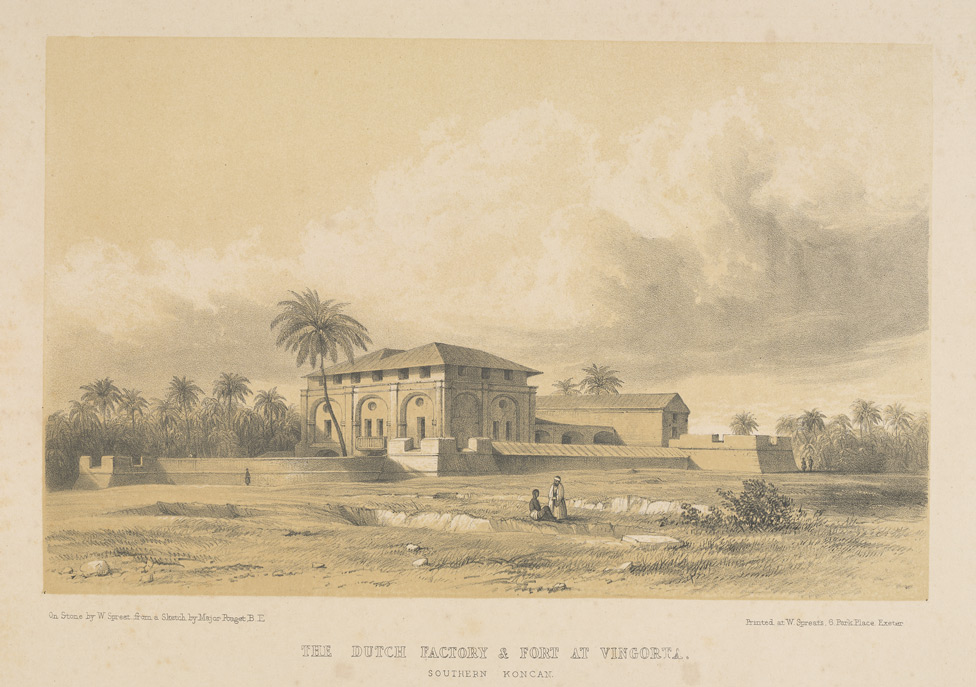
De loge ca. 1850.

In 1655 werd na een inspectie door het lid van de Raad van Indië Rijcklof van Goens het aantal medewerkers verminderd van 50 naar 17. Hoewel er toen nog voor ruim 70.000 gulden aan handelswaar naar toe was gebracht (benzoë, specerijen, lood en tin) werd dat een paar jaar later stopgezet, aangezien handel voor een observatiepunt en verversingsplaats bijzaak moest zijn. Het aantal medewerkers werd nog verder teruggebracht naar vijf: de onderkoopman Leendert Jansz., twee assistenten, een chirurgijn en een matroos. Jansz. liet tussen 1655 en 1658 naast herstellingswerk de loge nog aanzienlijk verfraaien 'om d'aensienelijke inhabitanten wanneer deselvige t'opperhooft met groot gevolch coomen begroeten audiëntie te verlenen'. Met andere woorden: vanwege de representatieve functie richting de inheemse vorsten. Ook werd er een pannendak aangebracht tegen de 'swaere aldaer vallende regen'. De Raad van Indië was er vanwege de hoge kosten niet zo blij mee. Zij had Jansz. juist geschreven dat de renovatie 'soo oncostelyck mogelyck' moest zijn. Ze verdacht Jansz. er bovendien van de kosten deels uit eigen zak te hebben betaald, wat zou betekenen dat hij zich aan privé handel schuldig had gemaakt, net als zijn voorganger Jacob Bacheracht, die daarom ontslagen was. In maart 1658 kwam de fiscaal Lucas van der Dussen namens van Goens de boekhouding van de loge onderzoeken. Hij gaf ook opdracht om voortaan te werken met van elkaar onafhankelijke spionnen in Goa zodat 'door conferentie van d'een en d'ander' juiste inlichtingen konden worden verkregen. In de boekhouding kon Van der Dussen geen verdachte zaken vinden, maar Jansz. werd toch naar Batavia gestuurd.
Jansz. had wel degelijk een punt wat betreft het aanzien dat de loge in Bijapur had. In februari 1661 verzocht de oude koningin van Bijapur, Beri Tsahibi, Jansz.' opvolger Pieter van Santvliet om vervoer voor haar reis naar Mocha. De bevelhebber van de blokkadevloot Adriaan Roothaes stelde het jacht Bantam ter beschikking. Een stoet van 8000 man deed de koningin uitgeleide.

## De loge in latere tijden

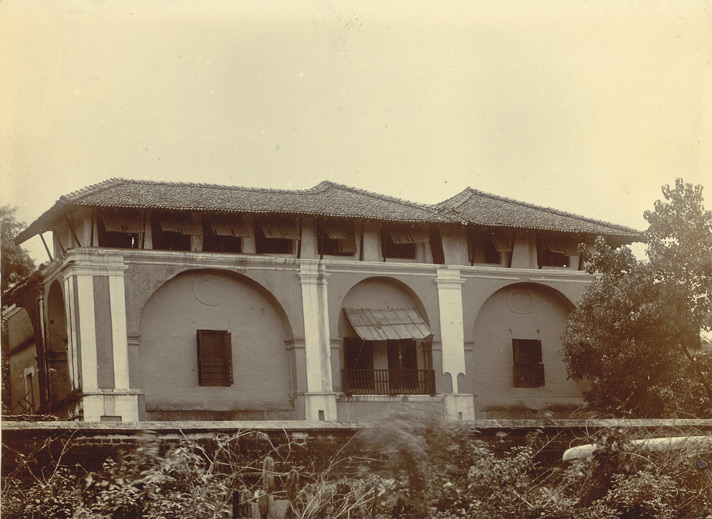
De loge ca. 1909.

De loge was na 1663 weliswaar niet meer nodig als verversingsplaats, en de oorlogen in de Deccan en de Konkan bemoeilijkten de handel in Vengurla aanzienlijk, maar de loge werd niet, zoals vaak gedacht wordt, in 1685 opgeheven.  In de door Johannes Bacherus in 1689 van Aurangzeb verkregen firman voor vrije handel wordt ook Vengurla genoemd. Dit was een bevestiging van de firman die in februari 1661 van de sultan van Bijapur Ali Adil Shah II was verkregen. Valentijn beschreef in 1726 de loge in de tegenwoordige tijd. Ook als observatiepunt voor Goa bleef de loge nuttig. Uit onderzoek in 1995 blijkt dat het gebouw in de 18e eeuw nog aanzienlijk gewijzigd is. Op alle vier de hoekpunten werden bastions gebouwd waar kanonnen op geplaatst konden worden. De voorgevel van het poortgebouw werd aan één kant uitgebreid met twee extra traveeën, reikend tot aan het noordwestelijke bastion. Deze verbouwingen zijn in de VOC-bronnen echter niet terug te vinden. Ze zouden dus ook uitgevoerd kunnen zijn door een andere partij.

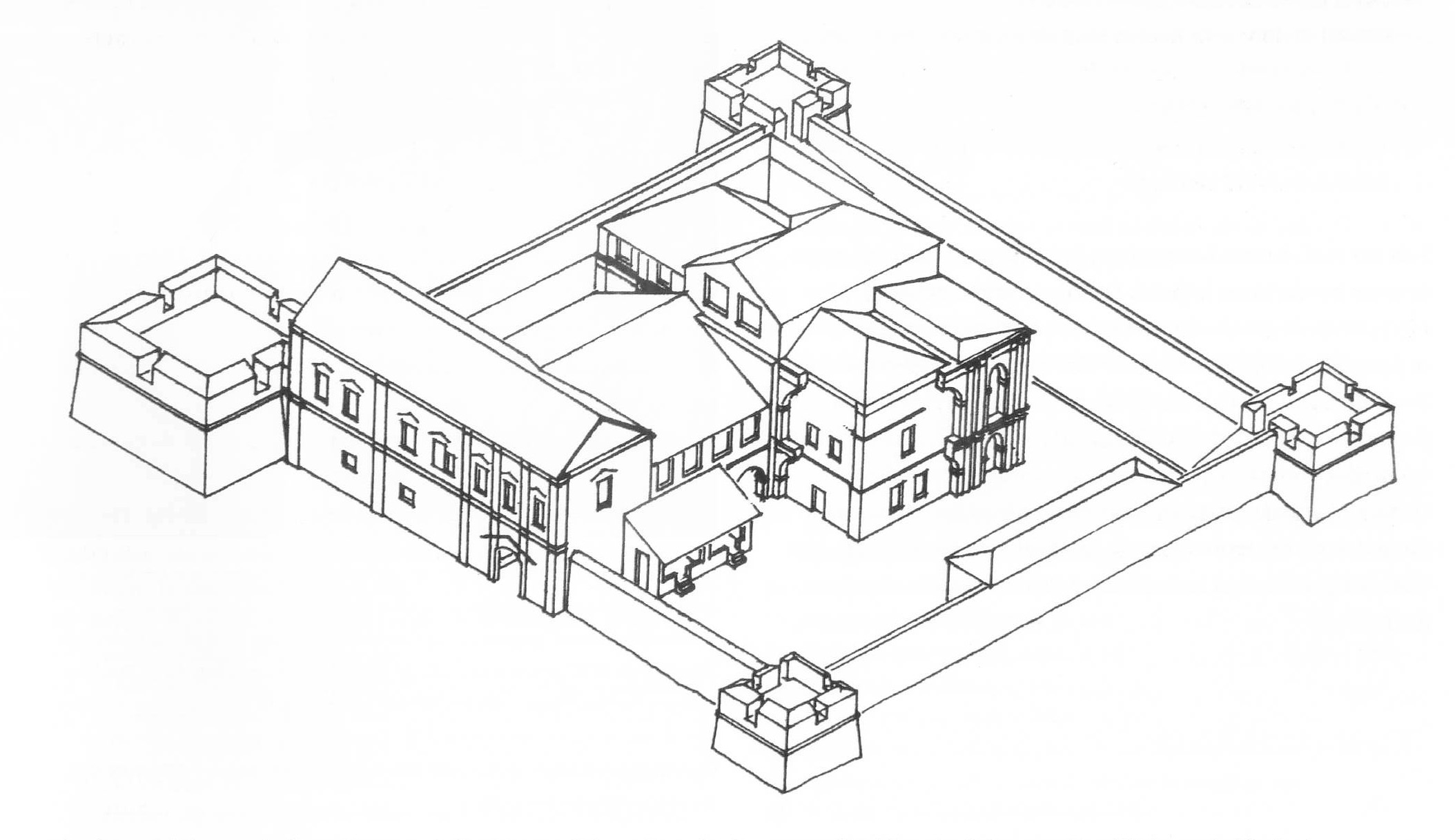
Reconstructie van de loge in 1971.

Nadat in 1795 in Nederland met Franse steun de Bataafse Republiek was uitgeroepen en stadhouder Willem V naar Engeland was gevlucht werd Vengurla zoals veel andere Aziatische bezittingen van de failliet verklaarde VOC tijdelijk overgenomen door de Britten. Met het Verdrag van Londen van 1814 bleef Vengurla samen met de Malabarkust en Ceylon definitief in hun bezit. In de 19e eeuw zijn door hen nog herstelwerkzaamheden en kleine aanpassingen aan het gebouw gedaan. Mogelijk gebruikten zij het als handels- en opslagplaats. Later werd er een rechtbank in gevestigd. Deze bleef ook na de onafhankelijkheid dienst doen. Omstreeks 1970 werd het gebouw verlaten. Het kwam toen leeg te staan en werd daarna verwaarloosd. Ondanks plaatsing op de monumentenlijst van de Archeological Survey of India is het gebouw in de loop der tijd geplunderd voor gratis bouwmaterialen. Begin jaren '90 zag het gebouw er nog redelijk uit maar was het pannendak verdwenen. De natuur en de tijd kregen daarna vrij spel met de lateriet, en het gebouw is inmiddels deels ingestort. Tegenwoordig is het een door vegetatie overwoekerde ruïne. In 2015 had de Indiase overheid nog 500.000 euro beschikbaar gesteld voor een restauratie, maar daar is klaarblijkelijk niets van terecht gekomen. Ook recent zijn er weer plannen om de loge nieuw leven in te blazen.

## Opperhoofden/residenten

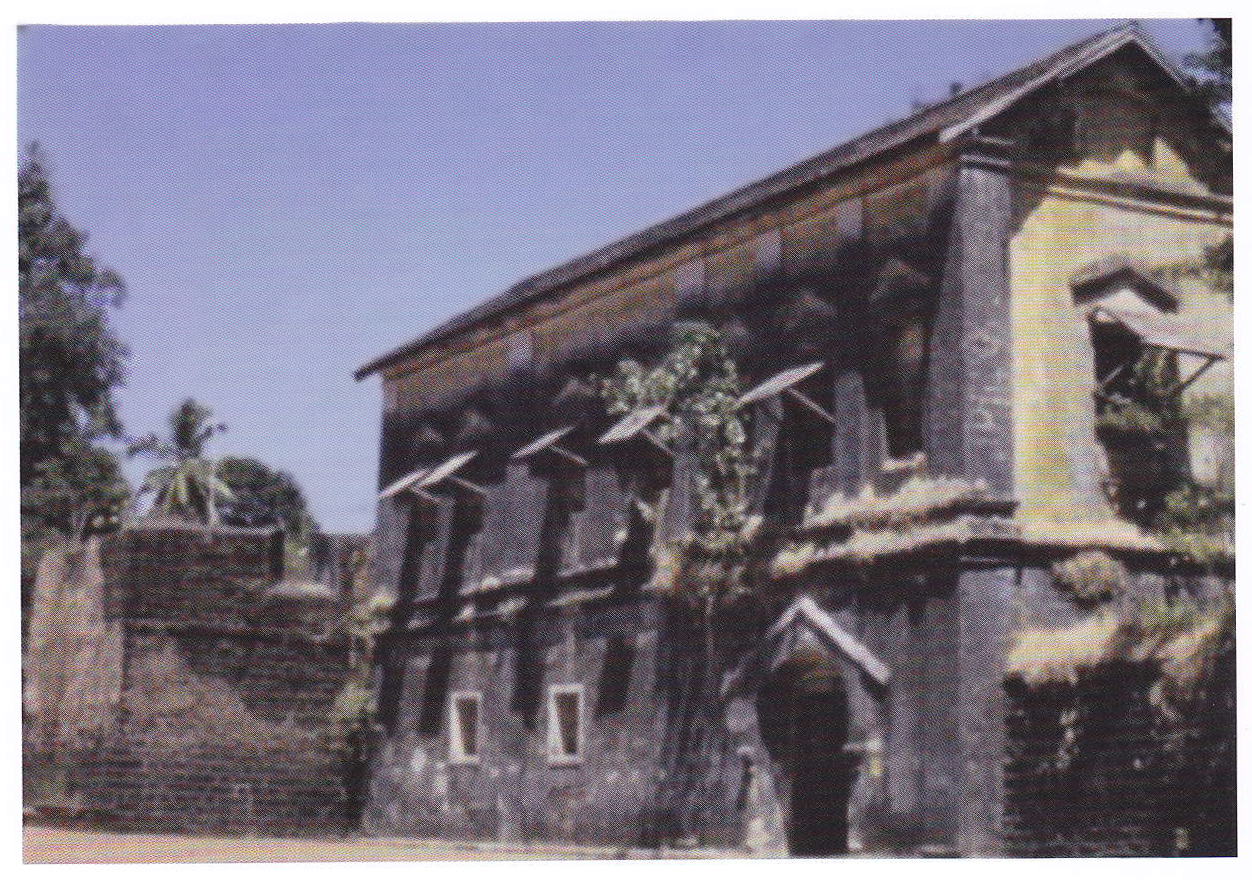
De loge ca. 1970.

De VOC-opperhoofden/residenten van Vengurla in de 17e eeuw, met periodes voor zover bekend:
1637-1640 Pieter Paets, onderkoopman.
1640-1642 Claes Cornelisz. Block
1642-1646 Cornelis van Zaanen
1646 Martijn Poortmans †
1646-1648 Pieter Sterthemius
1648-1651 Otto Hoeckgeest
1651-1653 Jacob Bacheracht

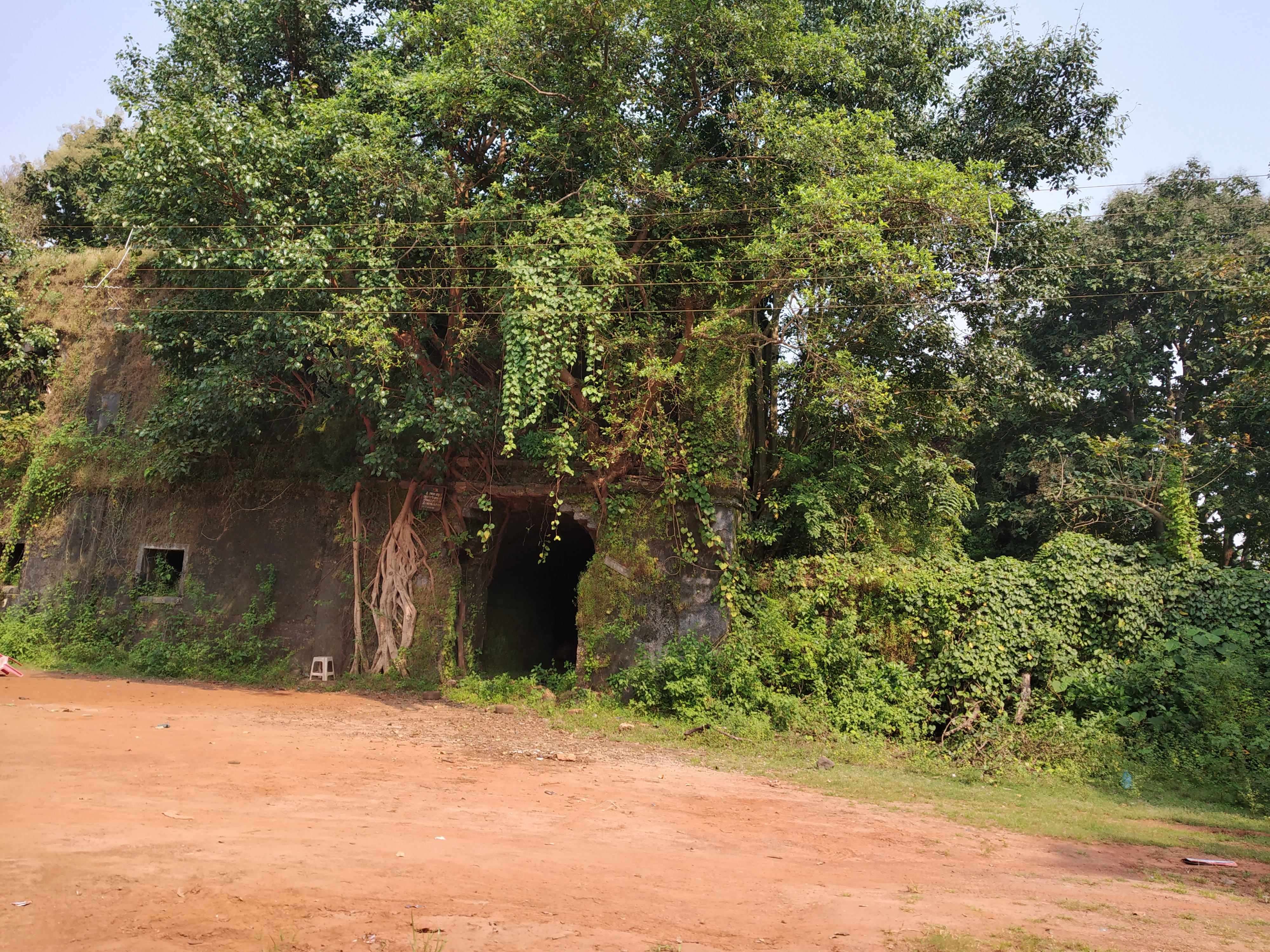
De loge ca. 2020.

1654-1658 Leendert Jansz. van Tongeren

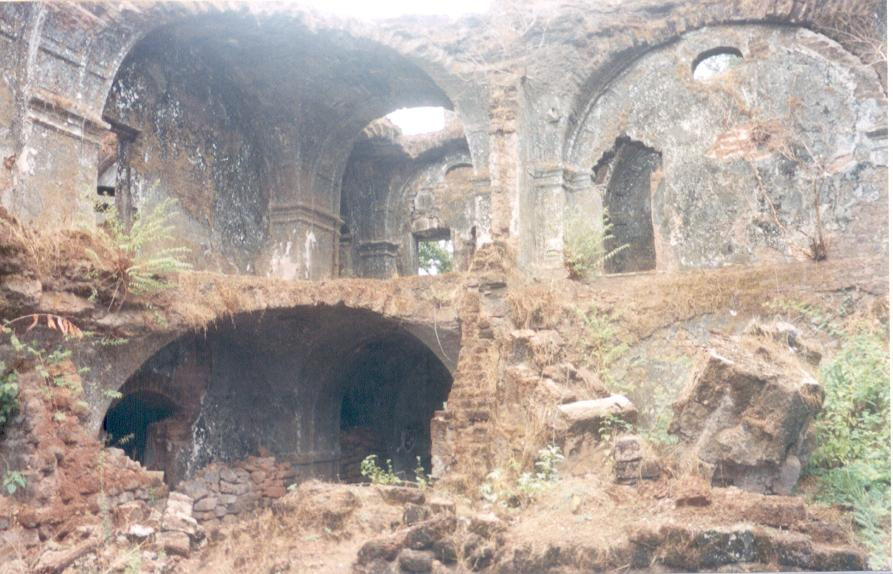

1658-1664 Pieter van Santvliet
1664-1669 Leendert Leendertsz.
1670-1673 Rombout Lefer
1673 Alexander Wigmans
1674-1681 Abraham Lefeber
1682-1684 Robert Lindsay
1684-1688 Daniël Jongktijs Sr. †
1691-1693 Jacob Trogh